# ساتومي أراي
ساتومي أراي (新井里美 أراي ساتومي) هي مؤدية أصوات يابانية ولدت في 4 يوليو 1980 في محافظة سايتاما.

## أدوارها في الأنمي

### مسلسلات أنمي تلفزيونية
- إندكس معينة خاصة بالسحر - كوروكو شيراي
- إندكس معينة خاصة بالسحر II - كوروكو شيراي
- إندكس معينة خاصة بالسحر III - كوروكو شيراي
- رايلغان معينة خاصة بالعلم - كوروكو شيراي
- رايلغان معينة خاصة بالعلم S - كوروكو شيراي
- رايلغان معينة خاصة بالعلم T - كوروكو شيراي
- أوكامي-سان و رفاقها السبعة - الراوية
- فايري تايل - بيسكا مولان، أسكا كونيل
- هيرويك إيج - بي
- فافنر في السماء الزرقاء - ساكورا كانامي
- فافنر في السماء الزرقاء EXODUS - ساكورا كانامي
- كود غياس: لولوش الثائر - سايوكو شينوزاكي
- كود غياس: لولوش الثائر R2 - سايوكو شينوزاكي
- حفيد نوراريهيون - ناتّو كوزو (الصوت الثاني)
- حفيد نوراريهيون: عاصمة العفاريت - ناتّو كوزو
- ترينيتي بلاد - جيني
- نودامي كانتابيلي - سايا ساغانوما
- طوكيو ماجين غاكوين كينبوتشو - كوماكي ساكوراي
- شاكوغان نو شانا - رينّي
- شاكوغان نو شانا II - كيوبي عملاق
- شاكوغان نو شانا III(فاينل) - رينّي
- تو لاف-رو - بيكي
- سيتوكاي ياكويندومو - رانكو هاتا
- سيتوكاي ياكويندومو * - رانكو هاتا
- ميكاكوسيتي أكتورز - أزامي
- سيليكتور إنفكتد ويكروس - إلدرا
- سيليكتور سبريد ويكروس - إلدرا
- خادم الصفر - فليم، فيرداندي, روبن، كوموري
- خادم الصفر: فارس القمرين - مورتسوغنير
- خادم الصفر: رقصة الأميرات - فيرداندي، سيلفيد, مورتسوغنير
- خادم الصفر F - سيلفيد
- ستارشيب أوبيريترز - ناناسي يوكينو
- فرسان سيدونيا - لالا هياما
- فرسان سيدونيا: معركة الكوكب التاسع - لالا هياما
- تيلز أوف زيستيريا ذا كروس - سيريس
- شيمونتا - أوتومي ساوتومي
- بيرسيرك (2016) - إيفاليرا
- ري:بداية الحياة في عالم آخر من نقطة الصفر - بياتريس
- شوكوغيكي نو سوما: الطبق الثاني - لوسي يوغو
- شوكوغيكي نو سوما: الطبق الثالي - لوسي يوغو
- هاي سكور غيرل - ناميي ياغوتشي
- هاي سكور غيرل II - ناميي ياغوتشي

### أوفا أنمي
- حفل الجثث - سيكو شينوهارا

### أفلام أنمي
- فيلم شاكوغان نو شانا - رينّي
- فافنر في السماء الزرقاء HEAVEN AND EARTH - ساكورا كانامي
- إندكس معينة خاصة بالسحر: معجزة إنديميون - كوروكو شيراي

## أدوارها في ألعاب الفيديو
- تيلز أوف فيسبيريا - غوش، كروما
- تيلز أوف بيرسيريا - سيريس
- كوربس بارتي - سيكو شينوهارا
- ذا وورلد إندز ويث يو - أوزوكي ياشيرو

## أدوارها في الدبلجة اليابانية
- تشاودر - بانيني
- ذا سويت لايف أوف زاك أند كودي - لندن تيبتون

## وصلات خارجية
- ساتومي أراي على موقع IMDb (الإنجليزية)
- ساتومي أراي على موقع ميوزك برينز (الإنجليزية)
- ساتومي أراي على موقع قاعدة بيانات الفيلم (الإنجليزية)
- ساتومي أراي على موقع ANN person (الإنجليزية)